# Eichenau (Kirchberg an der Jagst)
Eichenau ist ein kleiner Weiler an der Jagst, der zur früheren Gemeinde Lendsiedel gehörte und mit dieser am 1. Januar 1975 zur Stadt Kirchberg an der Jagst kam, zu der er seitdem gehört. Eichenau liegt am linken Jagstufer auf 329 m ü. NHN Höhe, die Siedlung ist durch den Straßenverlauf der Landesstraße 1041 bestimmt. Kurz vor deren Flussbrücke mündet, von Süden aus einer Muschelkalkklinge kommend, etwas westlich der Ortsmitte der Heppach.
Der Weiler hat rund 50 Einwohner und bildet einen Wohnbezirk in der Ortschaft Lendsiedel.

## Geschichte
Eichenau wurde 1303/1313 erstmals erwähnt. Im 14. und 15. Jahrhundert waren in Eichenau die Hornberg, Kirchberg, Crailsheim und die Streckfuß neben Hohenlohe begütert; auch Ansbach hatte 1450 dort zwei Untertanen und Rothenburg besaß im 15. Jahrhundert gewisse Rechte. Nach manchen Besitzwechseln waren schließlich ab 1660 alle Rechte in der Hand von Hohenlohe-Kirchberg. Von nun an teilt der Ort mit Kirchberg alle Schicksale, stellt die Beschreibung des Oberamts Gerabronn von 1847 fest.
Mit den drei Mühlen, die bereits 1430 erwähnt werden, waren später Sägewerke und Gerbereibetriebe verbunden. Die Müller beteiligen sich 1525 maßgeblich am Bauernkrieg. Die Dorfordnung stammt von 1669. Das dominierende Bauwerk im Ort ist die steinerne Jagstbrücke, die sich mit fünf Bögen über den Fluss schwingt. Als im Jahre 1759 der damalige Reichsgraf Karl August von Hohenlohe-Kirchberg die Wegverhältnisse in seinem kleinen Territorium verbessern wollte, entstand der Plan, dort eine Brücke über die Jagst zu bauen. Der erste Voranschlag von Zimmermann Nikolaus Hubmann aus Kirchberg ging von einer einfachen Brücke mit geradem Balkenbelag aus, für die man 52 Eichenstämme und 70 Weichholzstämme benötigt hätte, dazu noch Lohnkosten von 75 Gulden. Der Graf wünschte aber wegen der besseren Haltbarkeit eine steinerne Brücke. Im Jahr 1766 entschloss sich die Landesherrschaft, die inzwischen in den Fürstenstand erhoben worden war, einen steinernen Brückenbau durch den Lobenhäuser Maurer Michael Meyer für 1626 Gulden errichten zu lassen. Am 10. Juni 1767 wurde der Grundstein gelegt und am 23. Februar 1768 der Rechnungsabschluss gemacht. Die Brücke kostete letztendlich 1860 Gulden. Damit waren die Verkehrsverhältnisse nach Langenburg unter Fürst Christian Friedrich Karl wesentlich verbessert.
Die Oberamtsbeschreibung von 1847 beschreibt Eichenau als Weiler mit 122 evangelischen Einwohnern im Jagsttal, eine viertel Stunde von Lendsiedel (und Kirchberg) an der Vicinalstraße von Kirchberg nach Langenburg gelegen. Er sei ein weitläufig bebauter, freundlicher und reinlich gehaltener Ort mit drei Mahl- und zwei Schneidemühlen.
Die Bevölkerungszahl war bis zum Zweiten Weltkrieg nahezu unverändert, stieg bis 1950 auf 145 Einwohner und sank dann ab auf derzeit noch 51 Einwohner in 22 Haushalten. Die Landwirtschaft ging, wie in fast allen hohenlohischen Dörfern, zurück. Der Ort wandelt sich zur Wohngemeinde. Die Mühlen sind noch vorhanden. Die Untermühle (Gaismühle) ist noch als Sägemühle in Betrieb und erzeugt auch Strom, bis etwa 1930 über Wasserräder und jetzt durch Turbinen. Auch die Mittelmühle wird als Sägemühle betrieben und erzeugt Strom. In der Obermühle wird nur noch Strom erzeugt. Sie hat bis 1957 Kirchberg, Lendsiedel und Eichenau mit Strom versorgt, bevor dies an das EWB überging. Es gibt Ansätze von Fremdenverkehr, beispielsweise malte schon 1900 Paul Hey dort das Jagsttal und die Obermühle.
Die Brücke tat bis 1945 ihren Dienst. Am Kriegsende wurde sie teilweise gesprengt und 1952 in ihrer früheren Gestalt, jedoch talseits verbreitert, wieder aufgebaut. Im Jahr 2000 führte der Wasserverband Obere Jagst in Eichenau Hochwasserschutzmaßnahmen durch. Die Ufermauer wurde erhöht, das gegenüberliegende Jagstufer abgesenkt und der Durchfluss durch die Brücke verbessert. Eichenau hat seitdem, samt der dortigen Landesstraße, einen effektiven Hochwasserschutz. In den Jahren 2005/2006 erhielt Eichenau eine Ortskanalisation mit Anschluss an die Kläranlage in Kirchberg. Die Wasserleitung wurde gleichzeitig erneuert und die Ortsdurchfahrt der L 1041 mit Gehwegen ausgebaut. Der Jagstzufluss Heppach erhielt wieder eine Ufermauer.